# Joan Gelabert i Rian
Joan Gelabert i Rian (Sa Pobla, 2 de setembre de 1956 - 24 de setembre de 2021) fou un poeta, novel·lista, assagista i traductor en llengua catalana. La seva obra poètica, la seva novel·lística així com tota la seva producció estan marcades per un crític espiritual humanisme que evolucionà cap a un profund misticisme. Ell mateix es definia com a poeta místic. Produí una obra molt vasta, que anà publicant en diferents editorials, i, moltes de vegades, hagué de recórrer a l'autoedició.

## Biografia[calcitació]
Es llicencià en Dret l'any 1979 i exercí durant dos o tres anys com a advocat, després treballà en el jutjat de pau de Pollença com a secretari, i, a partir de l'any 1996, quan hagué de deixar aquesta feina, començà la seva tasca com a professor d'institut; l'any 1999 aconseguí passar les oposicions, deixà passar els tres anys preceptius i demanà tot d'una l'excedència, estigué en aquesta situació uns sis anys, per tornar a reincorporar-s'hi, però només a mitja jornada, amb la finalitat de tenir temps pel que realment l'interessava que era la seva vocació d'escriptor.
Des dels vint-i-cinc anys es pot dir que es retirà pràcticament del món, i llevat de les poques hores que li llevaven les ocupacions professionals i el contacte amb un molt reduït grup d'amics, es dedicà solament a la lectura, a la meditació i a la tasca d'escriure.
Començà a escriure en castellà i l'any 79 rebé el premi Insula de Poesia, fet aquest que li permeté publicar el seu primer llibre de poemes.
A partir de 1984 tota la seva producció fou en llengua catalana.

## Obra[calcitació]
Publicà les novel·les L'home que no sabia qui era (premi ciutat d'Eivissa 1995), El rumor (premi Ribera d'Ebre de 1998) i El somni més bell (premi ciutat d'Elx de 1998). Aquestes tres novel·les tenen en comú el fet que el protagonista principal del relat es veu arrossegat a un destí que ell no ha triat, que és incapaç de comprendre individualment, però que li dona la visió general que la condició humana és una terrible i dolorosa incògnita. D'altra banda, des d'un aspecte formal, totes tres novel·les comparteixen el fet que es presenten com a traduccions d'altres novel·les, però no en el sentit usual de simple nota o referència literària, sinó que el traductor passa a ser el primer protagonista de l'obra en el primer capítol –un fals capítol presentat com una introducció. Tot plegat, és un tret característic del seu intent de fer metaliteratura.
L'any 2002 publica La maleta dels mots, una novel·la intel·lectualment complexa perquè relata el nihilisme de la nostra època des d'un punt de vista històric i filosòfic, basant-se en el pensament de Schopenhauer i Nietzsche. Per a l'autor, l'art és la veritable forma amb què l'ésser es manifesta en la realitat; així ell professa la voluntat que escriure és l'única manera participativa de frenar creativament la força pertorbadora del No-res.
L'any 2003 veu la llum el llibre de poemes Tankas i haikús del bon amor, i poc després publicà el llibre de contes L'enemic a casa.
L'any 2006, i en edició privada, publicà Cant espiritual, la seva obra poètica escrita al llarg de més de vint anys. L'any 2009 sortí a la llum, fora dels canals de distribució, el llibre Testament de llum, escrit cinc anys abans. En paraules del seu propi autor, «aquest llibre és una autobiografia espiritual, que res no té a veure amb la ficció, atès que cada capítol és l'expressió d'un estat de consciència en el camí de l'Esperit. La complexitat d'aquesta obra és un repte perquè el lector superi la teoria i s'endinsi en la pràctica, l'únic que salva».
L'any 2012 publicà Carta oberta al President del meu país, un llibre on exposa la seva visió ètica de la política, basada en la concepció grega de la polis i la visió individual del cristianisme, on el coneixement és l'únic que allibera l'home de la seva pròpia ignorància, és a dir, del mal.
L'any 2013 publicà una Antologia poètica que conté una seixantena de poemes.
L'any 2014 publica El bosc sagrat, la seva novel·la més extensa, 800 pàgines. Bàsicament s'hi narra la història d'un poeta, en Joan Sindic, en la seva constant recerca de l'alliberament personal i l'assoliment d'un món espiritual verídic i real. D'altra banda, també és la crònica social, política i moral dels darrers set anys, com ara la lluita de la societat mallorquina contra el seu propi govern que pretenia arraconar la llengua catalana, o el camí de Catalunya cap a la independència.
L'any 2014 es publicà una edició bilingüe català-anglès que conté una selecció dels seus poemes sota el títol de Catalan Poems,la traducció a l'anglès fou feta per Annalissa Marí. També, dins del capítol de traduccions de part de l'obra seva a altres idiomes: l'any 2016 es publicà Il Cielo non ha bisogno di Puntelli que conté una selecció de poemes traduïts a l'italià per Manuele Massini. L'any 2017, en traducció de Larry Hershon, publicà The Bite and other stories que conté onze narracions seves en edició bilingüe, i l'any 2018 publicà una selecció de poemes en una edició bilingüe català-francès titulada Jours de gloire, amb traducció de Luc Arnault.
Com a assagista, l'any 2019 publicà El Pensament Malaurat en què analitza la relació entre pensament i llenguatge, la íntima imbricació entre l'amor a un i a l'altre i també la desconfiança que en el fons sent cap a tots dos. L'assaig també dedica una bona part a examinar el paper dels intel·lectuals espanyols en el que ells, des d'Ortega, anomenen  el problema catalán.
Com a traductor ha publicat Les darreres cartes de Jacobo Ortisd'Ugo Foscolo i una versió d'El llibre del Dao i la Virtut  seguint la traducció del prestigiós filòleg escocès James Legge.
Capítol a part mereixen les versions al català contemporani de les següents obres de Ramon Llull: Llibre d'Amic i Amat, Doctrina Pueril, Llibre dels mils proverbis. Llibre de la primera i segona intenció, Arbre de Filosofia d'Amor i la totalitat del monumental Llibre de contemplació en Déu que publicà en 7 volums.
L'any 2018 publicà L'Alegria Inaudita que duu com a subtítol  Reflexions sobre el Llibre de Contemplació en Déu.
Profundament trasbalsat pel retrobament místic amb Déu, i amb l'obra de Ramon Llull, i seguint el camí ja mostrat a Testament de Llum, l'any 2019 publicà els quatre volums que formen EL LLIBRE DE JOAN DE DÉU: Onsevulga que sigui el cadàver s'hi apleguen els voltors ,  Els dormits en ple dia ,  Qui té paciència es té a si mateix  i Com una aranya d'art subtil.
El primer volum del Llibre de Joan de Déu fou traduït a l'anglès per Georgina Pinder amb el títol Wherever the Corpse is, there will the vultures gather i publicat l'any 2020.
La seva obra original publicada entre poesia, novel·la i assaig, inclou vint-i-dos títols, que si hi afegim les versions en català contemporani de cinc obres de Ramon Llull, les traduccions fetes per ell d'altres autors i les traduccions d'obres seves a altres llengües, constitueix una producció de quasi cinquanta volums.
Ha deixat molta obra inèdita que inclou novel·les, poesies, assaigs i obra dramàtica.
I els darrers mesos de la seva vida havia pràcticament enllestit La Revelació, un llibre de dues-centes-seixanta pàgines on conta la seva experiència mística. 
No tingué temps d'acabar l'obra en què estava embarcat: El Somni de l'Esperit, un ambiciós projecte de contar la història de la llengua i la cultura catalana des del punt de vista del misticisme: comença el cant I amb en Guifré el Pilós, l'Abat Oliva, Jaume I i Ramon de Penyafort i havia d'acabar en el moment actual, no tingué temps d'acabar-la, però arribà fins a Joan Salvat Papasseit. Encara que no assolí els vint-i-quatre cants prevists, El Somni de l'Esperit és una imponent obra de més de deu mil versos tota escrita en quartets encadenats. Es tracta de quelcom inèdit en la literatura catalana, que si haguéssim de trobar alguna comparació, aquesta seria, ni més ni menys que la Divina Comèdia de Dant.

## Llibres publicats[calcitació]
- L'home que no sabia qui era. Premi Ciutat d'Eivissa 1995. Edicions Can Sifre, 1996. (Novel·la) ISBN 84-87312-38-1
- El Rumor. Edicions El Mèdol, 1999. (Novel·la) ISBN 8489936757
- El somni més bell. Premi Ciutat d'Elx 1998. Editorial 3 i 4. València, 1998. (Novel·la) ISBN 8475026133
- La maleta dels mots. Editorial Moll. Mallorca, 2002. (Novel·la) ISBN 84-273-1052-8
- Tankas i Haikús del Bon Amor. El Gall Editor, 2003. (Poesia) ISBN 84-95232-44-8
- L'enemic a casa. El Gall Editor, 2005. (Narracions) ISBN 84-95232-83-9
- Cant Espiritual. Edició privada. Enquadernació: Mateu Coll, 2006. (Poesia)
- Testament de Llum. Gràfiques Gelabert, 2009. (Assaig) DP: PM 2500-2009
- L'home venal i Cançó d'amor de la flama. Edicions d'Autor, 2012. (Poesia) DL: PM 490-2012
- A Cor Què Vols. Edicions d'Autor, 2012. (Narracions) DL: PM 721-2012
- Carta Oberta al President del Meu País. Papers on demand, 2012. (Assaig) ISBN 978-84-92789-22-1
- Antologia Poètica. Publicacions Illa sobre mar, 2013. (Poesia) DL: PM 586 2013
- El Bosc Sagrat. Publicacions Illa sobre mar, 2014. (Novel·la) DL: PM 1043/2004
- Obra Final. Publicacions Illa sobre mar, 2016. DL:247-2016. Conté:
  - La Gran Comèdia (teatre)
  - La rosa rosa (relat espiritual)
  - El pensament Malaurat (assaig)
  - El trinat del diable (novel·la)
  - Joan Sindic o la recerca de l'absolut (poesia)
  - Garlanda (3 poemes de El cel no necessita estalons)
- La Llegenda del País d'Amor. Publicacions Illa sobre mar, 2017. ISBN 9781549811517
- L'Alegria Inaudita. Publicacions Illa sobre mar, 2018. (Assaig) ISBN 9781728760940
- El Pensament Malaurat. Publicacions Illa sobre mar, 2019. (Assaig) ISBN 9781700768964
- El Llibre de Joan de Déu. (Quatre Volums) Publicacions Illa sobre mar, 2019. (Assaig) 
  - Onsevulla que sigui el cadàver s'hi apleguen els voltors. ISBN 978-1698975054
  - Els dormits en ple dia. ISBN 9781710260564
  - Qui té paciència es té a si mateix. ISBN 9781713136361
  - Com una aranya d'art subtil. ISBN 9781677747825

### Adaptacions en català contemporani d'obres de Ramon Llull
- Llibre d'Amic i Amat. El Gall Editor, 2004. ISBN 84-95232-59-6
- Doctrina Pueril. Publicacions Illa sobre mar, 2016. ISBN 9788460879640
- Llibre els mil Proverbis. Llibre de la Primera i segona intenció. Publicacions Illa sobre mar, 2016. ISBN 9788460865513
- Llibre de Contemplació en Déu (set volums). Publicacions Illa sobre mar, 2017.
  - Llibre Primer: L'alegria. ISBN 9781521877234
  - Llibre Segon: L'ordenació divina. ISBN 9781521898826
  - Llibre Tercer: El món dels sentits (volum A). ISBN 9781549798924
  - Llibre Tercer: El món dels sentits (volum B). ISBN 9781549938900
  - Llibre Quart: L'arbre de la fe i de la raó. ISBN 9781973262114
  - Llibre Quint: L'amor i l'oració (volum A): ISBN 9781973167389
  - Llibre Quint: L'amor i l'oració (volum A): ISBN 9781973508601
- Arbre de Filosofia d'Amor. Publicacions Illa sobre mar, 2019. ISBN 9781694765611

### Traduccions d'obres seves a altres idiomes[calcitació]
- Catalan Poems. Translated by Annalisa Marí. Publicacions Illa sobre mar, 2014. DP: PM 943-2014.
- El Cielo non ha bisogno di Puntelli. Traduzione de Manuele Massini. Publicacions Illa sobre mar, 2016. ISBN 9781521516867
- Novela sobre Auschwitz-Hiroshima. Publicacions Illa sobre mar, 2016. ISBN 9781521727294.
- The Bite and Other Stories. Translated by Larry Hershon. Publicacions Illa sobre mar, 2017. ISBN 9781973278252
- Des Jours de Gloire. Traduction de Luc Arnaul. Publicacions Illa sobre mar, 2018. ISBN 9781731347244
- Wherever the Corpse is, there will the Vultures gather. (Primer volum del Llibre de Joan de Déu). Translated by Georgina Pinder. Publicacions Illa sobre mar, 2020. ISBN 9798649861274

### Traduccions d'altres autors
- Elegia de Marienbad. Goethe. Publicacions Illa sobre mar, 2015. ISBN 9781521490969
- Les darreres cartes de Jacobo Ortis. Ugo Foscolo. Publicacions Illa sobre mar, 2017. ISBN 9781521799673
- El Llibre del Dao i la Virtut. Laozi. (Sobre la versió de James Legge). El Gall Editor, 2007. ISBN 978-84-96608-74-0